# Rey Pescador

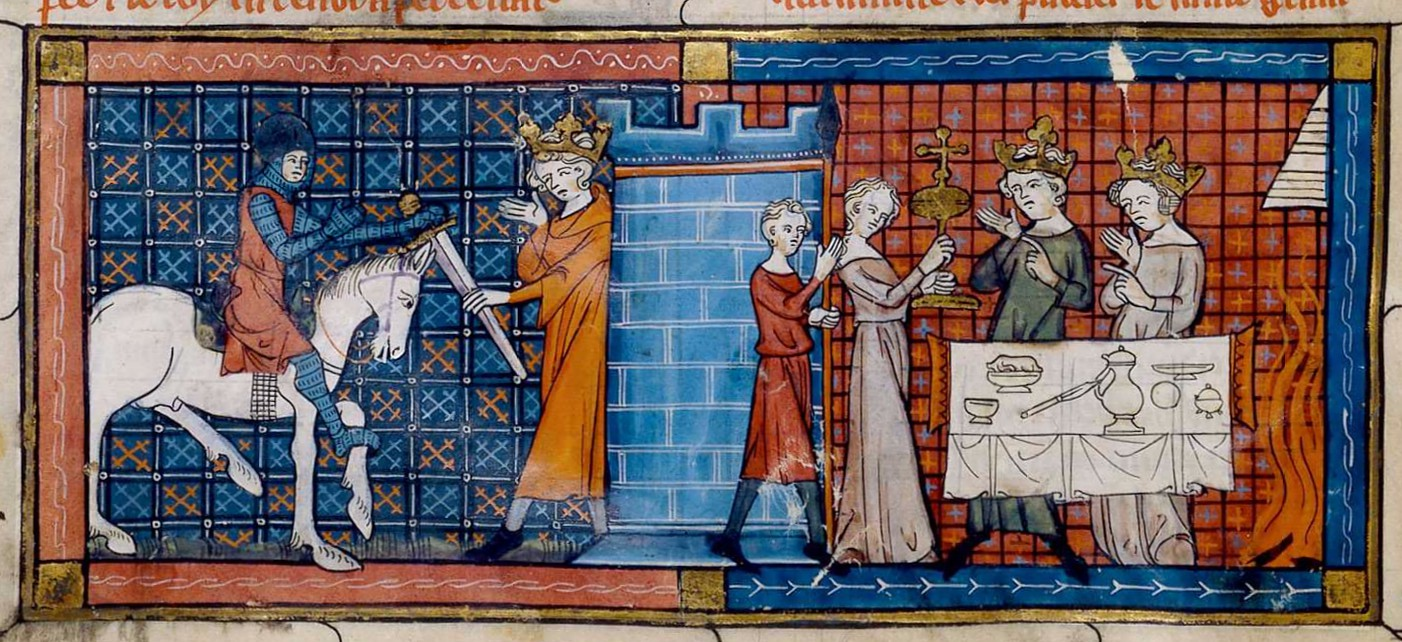
Ilustración de un ejemplar manuscrito de 1330 (BnF Français 12577, fol. 18v.) de la obra de Chrétien de Troyes Perceval o el cuento del Grial: llegada del caballero Perceval al Castillo del Grial, con acogida del Rey Pescador.

El Rey Pescador, Rey Tullido o Rey Herido es un personaje que aparece en las leyendas artúricas como el último de una estirpe de protectores del Santo Grial. Las versiones sobre su historia varían bastante, pero en todas el rey está lesionado en la pierna o en la ingle, y es incapaz de moverse por sí solo. Al estar lastimado, su reino sufre junto con él, equiparando la impotencia del rey con la pérdida de fertilidad del reino, lo que lo convierte en un páramo desolado.
Varios caballeros llegan al reino del Rey Pescador para intentar curarlo, pero solamente el elegido podrá conseguir la hazaña. En las primeras historias, el elegido es Sir Perceval, y en otras, se unen Galahad y Bors.
Algunos relatos artúricos mencionan a dos reyes pescadores que viven en el mismo castillo, padre e hijo (o abuelo y nieto). El primero siempre permanece dentro del castillo por la seriedad de su herida y porque solo el Grial lo sustenta; el segundo puede recibir huéspedes y salir.

## Posibles orígenes del nombre
El título de "Rey Pescador" tiene varios orígenes posibles, y estos no son mutuamente excluyentes:
- Como símbolo cristiano, en el que el pez es una representación de Cristo.
- La mitología celta, donde se encuentra la leyenda del "salmón de la sabiduría".
- Un juego de palabras en francés, en que las palabras francesas pescador y pecador suenan muy parecido (pêcheur y pécheur).
- Una leyenda sobre un pescador que repitió el milagro de Jesús; con ayuda del Santo Grial multiplicó los peces y el pan para dar de comer a una multitud. Después de esto lo nombraron rey y de ahí viene el título de "Rey Pescador".

## El Rey Pescador en la literatura
La primera aparición del rey en la literatura es en la obra Perceval o el cuento del Grial, de Chrétien de Troyes, en la cual no se menciona al Grial como un instrumento relacionado con Jesús de Nazaret; simplemente se menciona al Grial como un objeto con el que el público ya está familiarizado. El rey aparece de nuevo en la obra de Robert de Boron, con el nombre de Bron, el Rico Pescador. Wolfram von Eschenbach, en su Parzival, incluye un rey herido (un "rey pescador"), de nombre Anfortas.
En el ciclo de La Vulgata, o Lanzarote en prosa, ambos personajes reaparecen con los nombres de Pellam para el Rey Herido, y Pelles, para el Rey Pescador. Estos personajes serían retomados por Sir Thomas Malory en La muerte de Arturo. En esta obra, hay cuatro diferentes personajes que pueden ser identificados con el Rey Pescador o el Rey Herido:
1. El rey Pellam, herido por Sir Balin, tal y como se cuenta en la Vulgata.
2. El rey Pelles, abuelo de Galahad, descrito como "el rey tullido". Se le identifica expresamente con Pellam en un pasaje, pero más adelante se dice que fue herido en circunstancias diferentes.
3. El rey Pescheour o Petchere, probablemente una mala traducción de Malory a partir del francés le Roi Pêcheur, pues nunca vuelve a utilizar tal nombre en la obra.
4. Un rey tullido sin nombre, sanado por Galahad al completar la búsqueda del Grial. Es definitivamente un personaje diferente a Pelles, quien acaba de salir del cuarto en la escena anterior, y tiene movilidad autónoma.